# Liste der Baudenkmale in Hohenmocker
In der Liste der Baudenkmale in Hohenmocker sind alle denkmalgeschützten Bauten der Gemeinde Hohenmocker (Mecklenburg-Vorpommern) und ihrer Ortsteile aufgelistet. Grundlage ist die Veröffentlichung der Denkmalliste des Landkreises Mecklenburgische Seenplatte (Auszug) vom 20. Januar 2017.

## Baudenkmale nach Ortsteilen

### Hohenmocker
| ID  | Lage                                                                        | Bezeichnung                         | Beschreibung | Bild           |
| --- | --------------------------------------------------------------------------- | ----------------------------------- | ------------ | -------------- |
| 498 | Dorfstraße 23                                                               | Wohnstallhaus                       |              |                |
| 499 | (Landweg, könnte Richtungen Buchholz, Hohenbüssow+ Utzedel angezeigt haben) | Wegweiserstein                      |              | Wegweiserstein |
| 500 | (Karte)                                                                     | Kirche mit                          |              | Weitere Bilder |
| 500 |                                                                             | freistehendem Glockenstuhl mit      |              |                |
| 500 |                                                                             | Glocke von 1730,                    |              |                |
| 500 |                                                                             | Friedhof mit Grabstelen 18./19. Jh. |              | Weitere Bilder |
| 501 | (km 8, 0 rechts am Abzweig nach Törpin)                                     | Meilenstein                         |              |                |

### Hohenbrünzow
| ID  | Lage                                                     | Bezeichnung           | Beschreibung                                                                           | Bild     |
| --- | -------------------------------------------------------- | --------------------- | -------------------------------------------------------------------------------------- | -------- |
| 491 | (an Hohenbrünzow 39)                                     | Gutsanlage mit        | 2-gesch., spätklassizistischer Putzbau mit Mittelrisalit von um 1865 mit 3-gesch. Turm |          |
| 491 | Hohenbrünzow 39                                          | Gutshaus              |                                                                                        | Gutshaus |
| 491 | (hinter Hohenbrünzow 39)                                 | Park,                 |                                                                                        |          |
| 491 | (gegenüber Hohenbrünzow 39)                              | 2 Wirtschaftsgebäuden |                                                                                        |          |
| 492 | Hohenbrünzow (Wegkreuzung am Ortsausgang Richtung Sarow) | Wegweiserstein        |                                                                                        |          |

### Tentzerow
| ID   | Lage         | Bezeichnung  | Beschreibung | Bild         |
| ---- | ------------ | ------------ | --- | ------------ |
| 1084 | Tentzerow 12 | Gutshaus mit | Unsanierter, 2-gesch., 12-achs. Putzbau als Umbau vom Beginn des 19. Jh. mit zwei Gebäudeteilen und 3-gesch. Mittelrisalit zum Park | Gutshaus mit |
| 1084 |              | Lenné-Park   | Englischer Landschaftspark von um 1865                                                                                              |              |

## Quelle
- Karte der Baudenkmale im Geoportal des Landkreises